# Partie lisse de l'atrium gauche
 (avril 2025).
La partie lisse de l'atrium gauche est la région postérieure de cette cavité cardiaque située en arrière de l'auricule de l'oreillette gauche.

## Structure
La partie lisse de l'atrium gauche est la partie de l'atrium gauche qui possède une surface lisse contrairement à l'auricule qui complète la cavité. 
Elle comprend :
- le sinus des veines pulmonaires qui communique avec les orifices des veines pulmonaires normalement au nombre de quatre et situés sur la paroi postéro-supérieure de l'atrium gauche,
- le vestibule de la valve atrio-ventriculaire gauche qui forme un entonnoir à la jonction entre l'atrium gauche et le ventricule gauche et entourant l'orifice atrio-ventriculaire gauche,
- le corps de l'atrium gauche intercalé entre l'auricule et le vestibule de la valve atrio-ventriculaire gauche.